# Berthold IV van Meranië
Berthold IV van Dießen-Andechs (? - 12 augustus 1204) was graaf van Andechs (vanaf 1172) en derde hertog van Meranië.
In 1175 kreeg hij de titel markgraaf van Istrië, en tien jaar later (1185) werd hij verheven tot hertog van het gebied dat de naam Meranië kreeg. Meranië omvatte hetzelfde territorium als het voormalige markgraafschap, maar de vorst won heel wat aan prestige door de hertogelijke titel. Berthold begeleidde in 1186 keizer Hendrik VI naar het Koninkrijk Sicilië. Daar voerde hij het bevel over de derde divisie van het keizerlijke leger en was er de standdaarddrager van tijdens de Derde Kruistocht.
In 1195 trad hij op als voogd (advocatus) van de abdij van Tegernsee.
Na de dood van Hendrik VI in 1197 koos hij de kant van diens broer Filips van Zwaben, tégen de andere troonpretendent Otto IV. Dit verbond bracht de hertog van Meranië naar het toppunt van zijn macht en invloed. Hij bezat land van Neder-Franken (Beieren) tot aan de Adriatische Zee.
Berthold was een zoon van Berthold III van Andechs en Hedwig van Wittelsbach. Hij trouwde in 1170 met Agnes van Rochlitz (c.1154-1195), een dochter van Dedo van Lausitz uit het huis Wettin. Zij kregen negen kinderen:
- Otto I, die zijn vader opvolgde als hertog van Meranië;
- Hendrik (? - Windischgrätz, 18 juli 1228), werd in 1205 markgraaf van Istrië;
- Egbert (? - Wenen, 6 juni 1237);
- Berthold II (? - 23 mei 1251)
- een dochter (naam onbekend), die op 24 april 1251 trouwde met een lid van de koninklijke Nemanjić-familie uit Servië
- Agnes, derde vrouw van koning Filips II van Frankrijk;
- Gertrudis (vermoord in 1213), zij trouwde met Andreas II van Hongarije en werd moeder van onder meer Elisabeth van Hongarije;
- (de heilige) Hedwig, zij trouwde met Hendrik van Silezië;
- Mechtild (? - Kitzingen, 1 december 1254)

Berthold IV overleed in 1204 en werd begraven in Dießen.